# Маркиз де Монтевирген
Маркиз де Монтевирген (итал. Marchesato di Montevirgine) — дворянский титул Неаполитанского королевства, а позже и Королевства Обеих Сицилий, созданного королём Карлом VII 1 июня 1736 года и пожалованного в пользу Мануэля де Абаурре-и-Саласара в награду за военные заслуги. 

## Маркизы де Монтевирген
|      | Титул                                        | Период          |
| ---- | -------------------------------------------- | --------------- |
| I    | Мануэль де Абаурре-и-Саласар                 | 1 июня 1736 — ? |
| II   | Антониа де ла Крус де Абаурре-и-Фуэртес      | ? — 1763        |
| III  | Хуан Мануэль де Киньонес-и-Абаурре           | 1763 — 1803     |
| IV   | Хосе Мария Киньонес де Леон-и-Вихиль         | 1803 — 1890     |
| V    | Хуан Киньонес де Леон-и-Санталья             | 1890 — 1893     |
| VI   | Кайо Киньонес де Леон-и-Санталья             | 1893 — 1898     |
| VII  | Хуан Киньонес де Леон-и-Франсиско-Мартин     | 1898 — 1930     |
| VIII | Фернандо Киньонес де Леон-и-Франсиско-Мартин | 1930 — 1937     |

## История маркизов де Монтевирген
- Мануэль де Абаурре-и-Салазар (? — 30 августа 1784) — фельдмаршал, старший лейтенант пехотного полка, губернатор замка Кастель-дель-Ово и Термини-Имерезе, участник Осады Тортосы и Барселоны, во время войны за испанское наследство, за что среди прочего, он был награждён Мальтийским орденом.

- Антониа де ла Крус де Абаурре-и-Фуэртес (Табара, 15 сентября 1730 — Тораль-де-лос-Гусманес, 7 октября 1763) — племянница Мануэля де Абаурре по отцовской линии, II маркиза де Сан-Карлос.

- Хуан Мануэль де Киньонес-и-Абаурре (Тораль-де-лос-Гусманес, 1749 — 22 мая 1803) — сын Антонии де ла Крус де Абаурре-и-Фуэртес и Фернандо Мануэля де Киньонес-и-Альварес-дель-Кастильо. Кавалер Ордена Карлоса III.

- Хосе Мария Киньонес де Леон-и-Вихиль (Тораль-де-лос-Гусманес, 2 февраля 1788 – Мадрид, 25 января 1853) — Министр финансов Испании (сентябрь — декабрь 1838). Депутат и пожизненный сенатор от провинции Леон[1]. IV маркиз де Сан-Карлос.

- Хуан Киньонес де Леон-и-Санталья (Кампонарая, 18 февраля 1806 — 3 апреля 1893) — Депутат от провинции Леон.[2]. V маркиз де Сан-Карлос.

- Кайо Киньонес-де-Леон-и-Санталла (Леон, 26 апреля 1818 — Сан-Ильдефонсо, 30 июля 1898) — Депутат от провинции Леон[3]. VI маркиз де Сан-Карлос.

- Хуан Киньонес де Леон-и-Франсиско-Мартин (Мадрид, 8 декабря 1856 — 30 января 1930) — Кавалер палаты Его Величества.

- Фернандо Киньонес де Леон-и-Франсиско-Мартин (Париж, 27 декабря 1858 — Каир, 2 февраля 1937) — I Маркиз де Альседо. Кавалер Мальтийского ордена. Член Королевской академии истории Испании.